# Friedrich Grußendorf

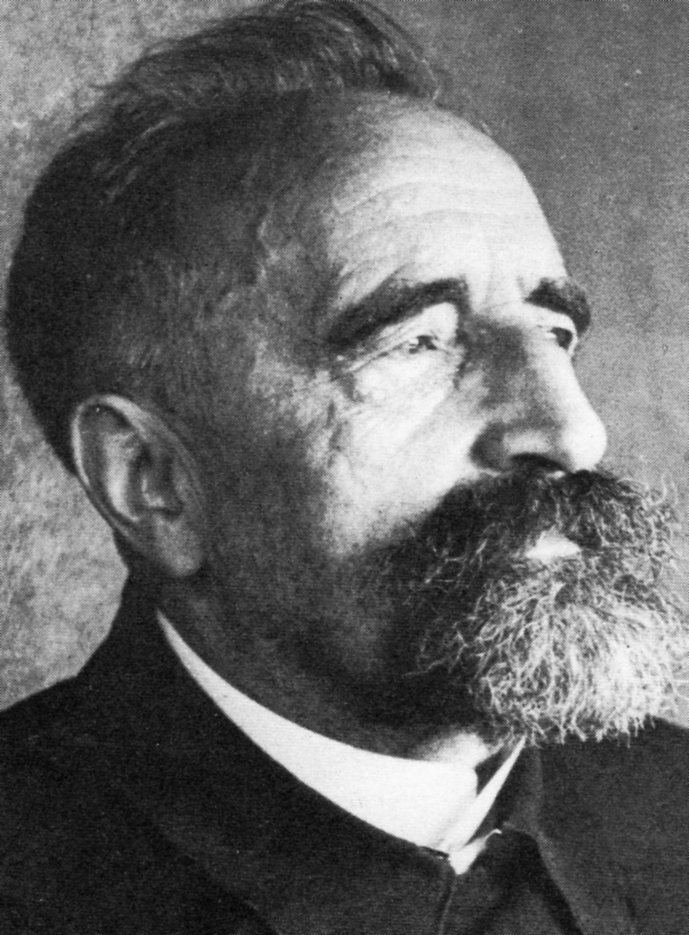
Friedrich Grußendorf

August Ferdinand Friedrich Grußendorf (* 5. September 1871 in Soßmar; † 30. November 1958 in Osnabrück) war Pastor der Evangelisch-lutherischen Landeskirche Hannovers.

## Leben
Der Sohn eines Pfarrers studierte in Erlangen und Göttingen evangelische Theologie. Nach Militärzeit und verschiedenen Privatanstellungen versah er seine erste Pfarrstelle in den Jahren 1900 bis 1904 in Port Elizabeth (Südafrika). Über diese Zeit veröffentlichte er 1910 die „Afrikanischen Reisebilder“. Im Jahre 1906 wurde er in Osnabrück zum vierten Pfarrer an der St. Marienkirche mit dem Amtsbezirk in Eversburg gewählt. Hier erbaute er 1909 die Michaeliskirche. Im Ersten Weltkrieg war er Militärpfarrer in Brüssel, 1918 Prediger beim Kaiser. Über diese Zeit berichtet er in seinen als Manuskript vorhandenen „Erinnerungen“. Nach dem Ersten Weltkrieg versah er wieder seinen Dienst in Eversburg bis zu seiner Pensionierung 1939. 
Grußendorfs Arbeit war geprägt durch den Kampf gegen den Alkoholismus und durch die in seiner Gemeinde herrschenden sozialen Spannungen, die zwischen dem bäuerlich-bodenständigen Bevölkerungsteil und den zugewanderten Harzer Bergleuten, die im Piesberg arbeiteten, herrschten. In einem 1914 erschienenen volkstümlichen Bühnenstück „Es wird noch gut werden“ hat er diese Probleme verarbeitet. Besondere Wirkung erzielte er in seinem Kampf gegen die Ideologie des Nationalsozialismus. Er veröffentlichte seit 1934 im evangelisch-lutherischen Kirchenboten eine vielgelesene Artikelserie, die 1936 als Sammelabdruck unter dem Titel „Kräftige Irrtümer“ erschien. Er gehörte zu dem um Osnabrücker Pastor Richard Karwehl sich sammelnden „Osnabrücker Kreis“ der Bekennenden Kirche. 1941 wurde er, da er den sogenannten Möldersbrief von der Kanzel verlesen hatte, durch die Gestapo verhaftet. Der Protest von Eversburger Arbeitern brachte ihm unter der Auflage des Schreibverbotes die Befreiung. 
Über die Eversburger Gemeinde schrieb Grußendorfs Nachfolger an St. Michaelis Hermann Meyer rückblickend in seinen Antworten zum „Fragebogen zur Geschichte der Landeskirche von 1933 bis Kriegsende“, sie habe zwar „an ihrem alten Geistlichen Pastor Grußendorf“ gehangen; sie „verstand aber nicht recht, warum er Mitglied der Bekenntnisgemeinschaft war, denn die Gemeinde war durchweg dem N.S. sehr geneigt“
Zitat aus „Kräftige Irrtümer“ (1936):

„So wehren wir uns hier gegen die unaufhörlichen und oft unerhörten, irrtümlichen Behauptungen, Verdrehungen, Angriffe und Verleumdungen, mit denen man von allen Seiten gegen Kirche, Christentum und Bibel, ja gegen die Ehre unseres Heilandes selbst anstürmt. … Es sollen damit andere ermuntert werden: Wehrt Euch auch!“

## Werke
- Afrikanische Reisebilder. Meinders, Osnabrück 1910.
- Kräftige Irrtümer. Buchdruckerei A. Liesecke, Osnabrück 1936.